# Polygrammodes spectabilis
Polygrammodes spectabilis là một loài bướm đêm trong họ Crambidae.